# روكي روبرتس
روكي روبرتس (بالإنجليزية: Rocky Roberts)‏ هو مغني وممثل أمريكي، ولد في 23 أغسطس 1941 في الولايات المتحدة، وتوفي في 14 يناير 2005 في إيطاليا.

## وصلات خارجية
- روكي روبرتس على موقع IMDb (الإنجليزية)
- روكي روبرتس على موقع ميوزك برينز (الإنجليزية)
- روكي روبرتس على موقع ديسكوغز (الإنجليزية)
- روكي روبرتس على موقع قاعدة بيانات الفيلم (الإنجليزية)